# 캐럴 롬바드
캐럴 롬바드(출생명은 제인 앨리스 피터스(영어: Jane Alice Peters, 영어: Carole Lombard, 1908년 10월 6일 ~ 1942년 1월 16일)는 미국의 배우이다. 1942년 인디애나주 전쟁 공채 집회에 참석하고 돌아오는 길에 비행기 사고로 33세의 일기로 사망했다.

## 출연 작품
- 하이 볼티지 (1929)
- 애리조나 키드 (1930)
- 뉴욕행 열차 20세기 (1934)
- 핸즈 어크로스 더 테이블 (1935)
- 마이 맨 갓프리 (1936)
- 낫띵 새크리드 (1937)
- 스미스 부부 (1941)
- 사느냐 죽느냐 (1942)